# 서울 이화여자고등학교 심슨기념관
서울 이화여자고등학교 심슨기념관(서울 梨花女子高等學敎 Simpson紀念館)은 서울특별시 중구에 있는 1915년에 준공된 옛 이화학당의 교사(校舍)로 현재 이화박물관으로 사용되고 있다. 2002년 2월 28일 대한민국의 국가등록문화재 제3호 정동 이화여고심슨기념관로 지정되었으나, 2013년 10월 30일 서울 이화여자고등학교 심슨기념관으로 등록문화재 명칭이 변경되었다.

## 역사
이화학당은 한옥 교사를 사용하다가 1899년에 양옥 교사인 메인 홀(Main Hall), 프라이 홀(Frey Hall) 등을 신축하였다. 하지만 교실난을 완전히 해결하지 못하여 새 건물을 신축할 부지로 정동 30번지 땅을 구입하였다. 미국 컬럼비아 리버 지회의 홀부룩이 희사한 기금으로 1914년에 기공하여 1915년 3월에 건물을 준공하였다. 홀부룩의 기부금은 그의 동생 새라 심슨(Sarah J. Simpson)이 세상을 떠날 때 위탁한 것이어서 심슨기념관으로 명명하였다. 1922년 건물 서편에 280평의 교사를 증축하였고, 이후 주로 고등보통학교에서 사용하였다. 해방 이후 이화여자중학교의 교사로 사용되었으며 한국 전쟁 때 건물 동편이 일부 불에 탔다. 현재 건물은 1961년에 증축한 것이다. 한편, 메인 홀은 한국 전쟁 때 파괴되고 프라이 홀은 1975년에 화재로 소실되었다.

## 특징
고딕풍의 3층 벽돌조 건물로 창문 아치 중앙과 모서리를 흰 화강암으로 장식하여 벽면에 붉은 벽돌과 조화를 이루고 있다.

## 같이 보기
- 이화학당
- 이화여자고등학교